# Le Combat de Ruby Bridges
Pour plus de détails, voir Fiche technique et Distribution.
Le Combat de Ruby Bridges (Ruby Bridges) est un téléfilm biographique américain réalisé par Euzhan Palcy et diffusé en 1998.
Le téléfilm, réalisé par la Martiniquaise Euzhan Palcy, s'inspire de l'histoire vraie de Ruby Bridges, l'une des premières élèves noires à fréquenter les écoles intégrées de La Nouvelle-Orléans, en Louisiane, en 1960. Âgée de six ans, Ruby Bridges était l'une des quatre élèves noires de première année, sélectionnées sur la base de leurs résultats aux tests, à fréquenter les écoles publiques de La Nouvelle-Orléans, jusque-là exclusivement réservées aux Blanches. Trois élèves sont admis à McDonogh 19, et Ruby est le seul enfant noir à être admise à l'école primaire William Frantz.

## Synopsis
Le téléfilm raconte comment une petite fille noire de six ans a intégré une école ségréguée de La Nouvelle-Orléans en 1960. Ruby n'a pas accompli cet exploit seule - il y a eu l'Association nationale pour la promotion des gens de couleur NAACP qui l'a choisie, quatre Marshals qui ont repoussé la foule en colère qui voulait la lyncher, Barbara Henry, une enseignante blanche au grand cœur qui s'est opposée à ses supérieurs et collègues racistes, Robert Coles, un psychiatre célèbre qui l'a aidée à surmonter le stress, et sa femme Jane ; Robert Coles, un célèbre psychiatre qui l'a aidée à surmonter le stress, et sa femme Jane ; et, surtout, sa mère courageuse, qui a partagé la foi profonde qui a donné à la jeune fille la force de persister malgré la haine qui l'entourait et celle de son père qui, au départ, doutait que sa fille puisse supporter d'être persécutée par les ségrégationnistes.

## Fiche technique
- Titre français : Le Combat de Ruby Bridges[1]
- Titre original anglais : Ruby Bridges
- Réalisateur : Euzhan Palcy
- Scénario : Toni Ann Johnson (en)
- Photographie : John Simmons
- Montage : Paul LaMastra
- Musique : Patrice Rushen
- Production : Ann Hopkins (en)
- Société de production : Marian Rees Associates, Walt Disney Television
- Pays de production :  États-Unis
- Langue originale : anglais américain
- Format : couleurs - 1,33:1 - Son stéréo
- Durée : 96 minutes
- Genre : Film biographique
- Date de sortie :
  - Canada : 11 janvier 1998
  - États-Unis : 18 janvier 1998

## Distribution
- Chaz Monet : Ruby Bridges
- Penelope Ann Miller : Barbara Henry
- Kevin Pollak : Dr. Robert Coles
- Diana Scarwid : Miss Woodmere
- Lela Rochon : Lucielle "Lucy" Bridges
- Michael Beach : Abon Bridges
- Jean Louisa Kelly : Jane Coles
- Peter Francis James : Dr. Broyard
- Patrika Darbo : Miss Spencer
- Toni Ann Johnson : Alma Broyard

## Polémique
En 2023, le film a fait l'objet d'une plainte déposée par un parent de Floride qui affirmait que le film n'était pas approprié pour les élèves de deuxième année d'école car il pourrait leur apprendre que « les Blancs détestent les Noirs ». Une décision potentielle d'interdire le film n'a pas été maintenue par un comité composé d'enseignants, de parents, de membres de la communauté et d'un spécialiste d'informatique de la médiathèque après avoir visionné le film et examiné le formulaire d'objection, ainsi que la politique du district scolaire,,.